# Список чемпионов мира по международным шашкам

## Пояснения к списку
Шашечная традиция легко отвечает на вопрос, кто был первым официальным чемпионом мира по международным шашкам. Таковым считается французский шашист австрийского происхождения Исидор Вейс. Но когда и где состоялось соревнование, на кону которого впервые официально было поставлено звание чемпиона мира? На этот вопрос из-за противоречивости источников дать ответ уже не так легко. В конце 19 века роль неофициальных чемпионатов мира играли международные турниры, проводившиеся во Франции. (Сведения о наиболее крупных из них приведены в начале таблицы.) Регламент этих турниров, как правило, предусматривал именование победителя турнира чемпионом, но не чемпионом мира. Именно это стало причиной появления множества версий относительно того, какое соревнование считать первым чемпионатом мира. В шашечной литературе достаточно широко распространено утверждение, что первым официальным чемпионатом мира стал международный турнир в Париже 1894 года, и что именно в нём Вейс и стал чемпионом мира. Но в турнире 1894 года Вейс занял лишь четвёртое место. Победу разделили Луи Бартелинг, Анатоль Дюссо и Луи Рафаэль. Иногда отсчёт чемпионатов мира начинают с турнира в Париже 1895 года. В нём действительно победил Вейс. Но нельзя сказать, что этот турнир отличался представительностью и мог претендовать на статус чемпионата мира. Больше оснований имеет версия, по которой первым чемпионатом мира является крупный турнир в Амьене 1899 года. Именно после него Вейс завоевал славу сильнейшего игрока мира. Эта версия была широко распространена уже в начале 20 века. По крайней мере, в 1912 году её посчитал необходимым опровергнуть на страницах ежемесячника «Le Damier Universel» президент Французской шашечной федерации Феликс-Жюль Бользэ, согласно которому Вейс был признан чемпионом мира в 1906—1907 годах коллективным решением шашечного сообщества Франции. В 1904 году во время матча между Вейсом и де Гаазом в голландских газетах Вейс именовался чемпионом мира, но в них ничего не говорилось о том, что в матче это звание разыгрывается. О матче 1907 года в голландских газетах уже прямо сообщалось, что на кону стоит титул чемпиона мира. В шашечной литературе можно встретить утверждение, что парижский турнир 1909 года имел статус чемпионата мира. Прямого подтверждения этому найти не удаётся, но тогда можно было бы понять логику решения Бользэ, который объявил недействительным согласованное условие матча Исидора Вейса с Германом Гогландом, согласно которому в матче должно было разыгрываться звание чемпиона мира. Бользэ настаивал на том, что звание чемпиона мира должно разыгрываться лишь в турнире с соответствующим легальным статусом. Видимо, поэтому в 1912 году в матче Вейса с Альфредом Молимаром разыгрывалось лишь звание чемпиона Франции. После матчевой победы Молимара над Джеком де Гаазом Бользэ объявил Молимара «первым Европы» (premier d’Europe)., а чемпионом мира продолжали называть Вейса. Турнир 1912 года в Роттердаме проводился Нидерландской шашечной федерацией, он был заблаговременно объявлен чемпионатом мира, и до турнира это не встречало возражений со стороны французской федерации. Правда, после победы в чемпионате Германа Гогланда Бользэ пытался объявить чемпионский титул вакантным, но серьёзных оснований для этого не было, и Гогланд признаётся в шашечной традиции вторым чемпионом мира. В 1925 — 28 годах чемпионаты мира проводились по соглашению между французской и нидерландской шашечными федерациями. В 1931 году в шашечном мире произошёл раскол, преодолённый лишь в 1934 году. Необходимо иметь в виду, что в Нидерландах чемпионом мира до 1934 года продолжали считать Бенедикта Шпрингера. Морис Райхенбах стал общепризнанным чемпионом только после его победы в 1934 году над Рейниром Келлером.
С 1948 года чемпионаты мира стали проводиться под эгидой созданной в 1947 году Всемирной федерации шашек (ФМЖД), в которую вошли шашечные федерации Франции, Нидерландов, Бельгии и Швейцарии. Она ведёт свой отсчёт чемпионов мира с 1948 года.

## Список
| Год     | Имя                                     | Государство    | Место проведения          | Форма соревнований |
| 1885    | Анатоль Дюссо                           | Франция        | Амьен, Франция            | «международный» турнир (де-факто чемпионат Франция)                                                                            |
| 1886    | Анатоль Дюссо                           | Франция        | Амьен, Франция            | «международный» турнир (де-факто чемпионат Франция)                                                                            |
| 1887    | Луи Бартелинг                           | Франция        | Амьен, Франция            | «международный» турнир (де-факто чемпионат Франция)                                                                            |
| 1891    | Луи Бартелинг                           | Франция        | Париж, Франция            | «международный» турнир (де-факто чемпионат Франция)                                                                            |
| 1894    | Луи Бартелинг Анатоль Дюссо Луи Рафаэль | Франция        | Париж, Франция            | «международный» турнир (де-факто чемпионат Франция)                                                                            |
| 1895    | Эжен Леклерк                            | Франция        | Марсель, Франция          | «международный» турнир (де-факто чемпионат Франция)                                                                            |
| 1895    | Исидор Вейс                             | Франция        | Париж, Франция            | «международный» турнир (де-факто чемпионат Франция)                                                                            |
| 1899    | Исидор Вейс                             | Франция        | Амьен, Франция            | «международный» турнир (де-факто чемпионат Франция) + 3 матча-вызова с Л. Рафаэлем (+2=1), А. Дюссо (+2=1) и Э. Леклерком (=3) |
| 1900    | Исидор Вейс                             | Франция        | Париж, Франция            | «международный» турнир (де-факто чемпионат Франция)                                                                            |
| 1903    | Исидор Вейс                             | Франция        | Париж, Франция            | матч-турнир, чемпионат Парижского шашечного общества                                                                           |
| 1904    | Исидор Вейс                             | Франция        | Амстердам, Нидерланды     | матч с Джеком де Гаазом (+3-3=4) (официально матч за звание чемпиона Европы)                                                   |
| 1907    | Исидор Вейс                             | Франция        | Амстердам, Нидерланды     | матч с Джеком де Гаазом (+3-2=15)                                                                                              |
| 1909    | Исидор Вейс                             | Франция        | Париж, Франция            | международный турнир |
| 1911    | Исидор Вейс                             | Франция        | Утрехт, Нидерланды        | матч с Германом Гогландом (+2-1=7)                                                                                             |
| 1912    | Альфред Молимар                         | Франция        | Париж, Франция            | матч с И. Вейсом (+7-1=7) (официально матч за звание чемпиона Франция)                                                         |
| 1912    | Альфред Молимар                         | Франция        | Амстердам, Нидерланды     | матч с Джеком де Гаазом (+3-2=15) (официально матч за звание чемпиона Европы)                                                  |
| 1912    | Герман Гогланд                          | Нидерланды     | Роттердам, Нидерланды     | турнир |
| 1923    | Вильям Борегар                          | США            | Монреаль, Канада          | матч с Бенедиктом Шпрингером (не был признан во Франции и Нидерландах)                                                         |
| 1925    | Станислас Бизо                          | Франция        | Франция                   | турнир |
| 1926    | Мариус Фабр                             | Франция        | Франция                   | матч с С. Бизо (+4-2=4) |
| 1928    | Бенедикт Шпрингер                       | Нидерланды     | Нидерланды                | турнир |
| 1931    | Мариус Фабр                             | Франция        | Франция                   | турнир (не был признан в Нидерландах)                                                                                          |
| 1932    | Мариус Фабр                             | Франция        | Франция                   | матч с Морисом Райхенбахом (+2-1=7) (не был признан в Нидерландах)                                                             |
| 1933    | Морис Райхенбах                         | Франция        | Франция                   | матч с Мариусом Фабром (+2-1=7) (не был признан в Нидерландах)                                                                 |
| 1934    | Морис Райхенбах                         | Франция        | Нидерланды                | матч с Р. Келлером (+3-0=7) |
| 1936    | Морис Райхенбах                         | Франция        | Нидерланды                | матч с Йоханом Восом (+5−0=15)                                                                                                 |
| 1936    | Морис Райхенбах                         | Франция        | Париж, Франция            | матч с Леоном Вессеном (+5−2=3)                                                                                                |
| 1937    | Морис Райхенбах                         | Франция        | Нидерланды                | матч с Бенедиктом Шпрингером (+5-4=16)                                                                                         |
| 1938    | Морис Райхенбах                         | Франция        | Нидерланды                | матч с Р. Келлером (+1-0=15)                                                                                                   |
| 1945    | Пьер Гестем                             | Франция        | Франция                   | матч с М. Райхенбахом (+4-0=6)                                                                                                 |
| 1947    | Пьер Гестем                             | Франция        | Нидерланды                | матч с Р. Келлером (+3-0=11)                                                                                                   |
| 1948    | Пит Розенбург                           | Нидерланды     | Нидерланды                | турнир |
| 1951    | Пит Розенбург                           | Нидерланды     | Нидерланды                | матч с Р. Келлером (+2-1=15)                                                                                                   |
| 1952    | Пит Розенбург                           | Нидерланды     | Нидерланды                | турнир |
| 1954    | Пит Розенбург                           | Нидерланды     | Нидерланды                | матч с Вимом Гюйсманом (+4=8-0)                                                                                                |
| 1956    | Марсель Делорье                         | Канада         | Канада                    | турнир |
| 1958    | Исер Куперман                           | СССР           | СССР                      | матч с М. Делорье (+4=14- 2)                                                                                                   |
| 1959    | Исер Куперман                           | СССР           | СССР                      | матч с Гертом ван Дейком (+7=13-0)                                                                                             |
| 1960    | Вячеслав Щёголев                        | СССР           | СССР                      | турнир |
| 1961    | Исер Куперман                           | СССР           | СССР                      | матч с В. Щёголевым (+2=18-0)                                                                                                  |
| 1963    | Баба Си Исер Куперман                   | Сенегал · СССР |                           | матч не играли, титул присужден обоим игрокам в 1986                                                                           |
| 1964    | Вячеслав Щёголев                        | СССР           | СССР                      | турнир |
| 1965    | Исер Куперман                           | СССР           | СССР                      | матч с В. Щёголевым (+7=12-1)                                                                                                  |
| 1967    | Исер Куперман                           | СССР           | СССР                      | матч с А. Андрейко (+2=18-0)                                                                                                   |
| 1968    | Андрис Андрейко                         | СССР           | Италия                    | турнир |
| 1969    | Андрис Андрейко                         | СССР           | СССР                      | матч с И. Куперманом (+3=17-0)                                                                                                 |
| 1971    | Андрис Андрейко                         | СССР           | СССР                      | матч с И. Куперманом (+0=20-0)                                                                                                 |
| 1972    | Тон Сейбрандс                           | Нидерланды     | Нидерланды                | турнир |
| 1973    | Тон Сейбрандс                           | Нидерланды     | Нидерланды                | матч с А.Андрейко (+2=18-0) |
| 1974    | Исер Куперман                           | СССР           |                           | матч с Т. Сейбрандсом, не играли                                                                                               |
| 1976    | Харм Вирсма                             | Нидерланды     | Нидерланды                | турнир |
| 1978    | Анатолий Гантварг                       | СССР           | Италия                    | турнир, доп. матч с Х.Вирсмой (+1=5-0)                                                                                         |
| 1979    | Харм Вирсма                             | Нидерланды     | Нидерланды                | матч с А. Гантваргом (+4=14-2)                                                                                                 |
| 1980    | Анатолий Гантварг                       | СССР           | Мали                      | турнир |
| 1981    | Харм Вирсма                             | Нидерланды     | Нидерланды                | матч с А. Гантваргом (+2=18-0)                                                                                                 |
| 1982    | Яннес ван дер Вал                       | Нидерланды     | Бразилия                  | турнир (представители СССР не участвовали, так как из-за военного переворота в Бразилии они не получили въездных виз)          |
| 1983    | Харм Вирсма                             | Нидерланды     | Нидерланды                | турнир восьми, организован после протеста шашечной федерации СССР                                                              |
| 1983    | Харм Вирсма                             | Нидерланды     | Нидерланды                | матч с Я. ван дер Валом (+1=19-0) (не был признан в СССР)                                                                      |
| 1984    | Харм Вирсма                             | Нидерланды     | СССР/Нидерланды           | матч с Вадимом Вирным (+1=18-1)                                                                                                |
| 1984    | Анатолий Гантварг                       | СССР           | Сенегал                   | турнир |
| 1985    | Анатолий Гантварг                       | СССР           | Нидерланды                | матч с Робертом Клерком (+2=17-1)                                                                                              |
| 1986    | Александр Дыбман                        | СССР           | Нидерланды                | турнир |
| 1987    | Александр Дыбман                        | СССР           | СССР                      | матч с А. Гантваргом (+0=20-0)                                                                                                 |
| 1988    | Алексей Чижов                           | СССР           | Суринам                   | турнир |
| 1989    | Алексей Чижов                           | СССР           | Нидерланды                | матч с Т. Сейбрандсом (+1=18-1)                                                                                                |
| 1990    | Алексей Чижов                           | СССР           | Нидерланды                | турнир |
| 1991    | Алексей Чижов                           | СССР           | Эстония                   | матч с Г. Валнерисом (+6= 10-0)                                                                                                |
| 1992    | Алексей Чижов                           | Россия         | Франция                   | турнир |
| 1993    | Алексей Чижов                           | Россия         | Россия/Эстония/Нидерланды | матч с Х. Вирсмой (+2=18-0) |
| 1994    | Гунтис Валнерис                         | Латвия         | Нидерланды                | турнир |
| 1995    | Алексей Чижов                           | Россия         | Россия                    | матч с Г. Валнерисом (+3 сета, −2 сета)                                                                                        |
| 1996    | Алексей Чижов                           | Россия         | Кот`д`Ивуар               | турнир (доп. с Р. Клерком +1=10-0)                                                                                             |
| 1998    | Александр Шварцман                      | Россия         | Россия                    | матч с А.Чижовым (+2 сета, −1 сет)                                                                                             |
| 2000    | Алексей Чижов                           | Россия         | Россия                    | турнир |
| 2002    | Александр Георгиев                      | Россия         | Россия                    | матч с А.Чижовым ((+4 сета, — 1 сет))                                                                                          |
| 2003    | Александр Георгиев                      | Россия         | Нидерланды                | турнир |
| 2004    | Александр Георгиев                      | Россия         | Россия                    | матч с А.Чижовым (3-1 :15 игр + таймбрейк))                                                                                    |
| 2005    | Алексей Чижов                           | Россия         | Нидерланды                | турнир |
| 2006    | Александр Георгиев                      | Россия         |                           | матч с А.Чижовым не играли |
| 2007    | Александр Шварцман                      | Россия         | Нидерланды                | турнир |
| 2009    | Александр Шварцман                      | Россия         | Нидерланды                | матч с А.Георгиевым |
| 2011    | Александр Георгиев                      | Россия         |                           | турнир |
| 2013    | Александр Георгиев                      | Россия         | Таллин, Эстония           | матч с Александром Шварцманом                                                                                                  |
| 2013    | Александр Георгиев                      | Россия         | Уфа, Россия               | турнир |
| 2015    | Александр Георгиев                      | Россия         | Измир, Турция             | матч с Жаном Марком Нджофангом                                                                                                 |
| 2015    | Александр Георгиев                      | Россия         | Эммен, Нидерланды         | турнир |
| 2016    | Рул Бомстра                             | Нидерланды     | Нидерланды                | матч с Яном Грунендейком (+4=8-0) (Георгиев отказался от защиты титула)                                                        |
| 2017    | Александр Шварцман                      | Россия         | Таллин, Эстония           | турнир |
| 2018/19 | Рул Бомстра                             | Нидерланды     | Нидерланды                | матч с Александром Шварцманом                                                                                                  |
| 2019    | Александр Георгиев                      | Россия         | Ямусукро, Кот-д’Ивуар     | турнир |
| 2021    | Александр Шварцман                      | Россия         | Таллин, Эстония           | турнир |
| 2022    | Рул Бомстра                             | Нидерланды     | Нидерланды                | матч с Александром Шварцманом                                                                                                  |
| 2023    | Юрий Аникеев                            | Украина        | Виллемстад, Кюрасао       | турнир |
| 2024    | Ян Грунендейк                           | Нидерланды     | Вагенинген, Нидерланды    | матч с Юрием Аникеевым (+1=11-0, тай-брейк +1=4-0)                                                                             |